# R179
Le R179 sono una serie di 316 carrozze della metropolitana di New York che saranno utilizzate nella divisione B dal luglio 2017. Realizzate dalla Bombardier, fanno parte della famiglia dei New Technology Train.

## Storia
L'ordine iniziale per le carrozze R179 prevedeva la realizzazione di un totale di 208 carrozze, aumentate con il piano di investimenti della MTA 2010-2014 a 420, di cui 340 da destinare alla metropolitana di New York ed 80 alla Staten Island Railway. La richiesta di proposta fu quindi rilasciata il 3 giugno 2010 con il termine per le offerte fissato per il 13 agosto. Nell'ottobre 2011 il costo totale del contratto era stimato a 748 milioni di dollari.
Nel novembre 2011, l'ordine venne ridotto a 300 carrozze e il 24 marzo 2012 il contratto fu assegnato alla Bombardier Transportation per 599 milioni di dollari, meno del previsto. La joint venture formata da Kawasaki and Alstom protestò per l'assegnazione, ma nonostante ciò il contratto tra MTA e Bombardier venne firmato il 4 giugno 2012.
Le carrozze saranno realizzate presso la fabbrica Bombardier di Plattsburgh, nello Stato di New York. Dopo una serie di ritardi, la prima carrozza, la numero 3014, è stata consegnate l'8 settembre 2016. A gennaio 2017, il completamento dell'ordine è previsto per luglio 2018, con più di un anno di ritardo dalle previsioni iniziali.

## Caratteristiche
Le carrozze R179 saranno dotate di Flexible Information and Notice Display, cioè degli schermi a cristalli liquidi con LED prodotti dalla Panasonic che rappresentano il percorso della linea e le sue fermate e che sostituiscono le obsolete mappe cartacee. Inoltre, saranno dotate anche di un maggior numero di appigli per facilitare i passeggeri in caso di grande affollamento del treno. Tutte le carrozze R179 saranno predisposte anche per la futura installazione degli impianti necessari per il CBTC.

## Utilizzo
Le 300 carrozze R179 saranno distribuite tra le linee A, C, J e Z, sostituendo parte delle carrozze R32 e R42, le più vecchie della rete in circolazione.